# 顾犇
顾犇（1961年12月11日—），生於中国上海，是一位圖書館員、翻译、图书馆学研究员、全國政協委員。 1987年获复旦大学数学硕士学位，2000年獲得中国人民大学信息科学博士学位。

## 生平
顾犇的祖父出生在中国苏州。他的父母于1930年代出生在上海。
顾犇的曾获得上海市数学竞赛的一等奖。大學就读于复旦大学数学系。後來他考上了复旦大学数学研究所，主要研究偏微分方程。 在此期间，他开始对人文学科产生兴趣。
1987年7月，他成为中国国家图书馆选书员。